# Etrema carinata
Etrema carinata is een slakkensoort uit de familie van de Clathurellidae. De wetenschappelijke naam van de soort is voor het eerst geldig gepubliceerd in 2009 door Bozzetti.